# Ambrogio Mirelli
Ambrogio Mirelli (Napoli, 16 gennaio 1730 – Chieti, 22 luglio 1795) è stato un arcivescovo cattolico italiano.

## Biografia
Era figlio del nobile napoletano Francesco Mirelli, principe di Teora, marchese di Calitri e conte di Conza, e di sua moglie Gabriella Sforza Pallavicini.
Divenne monaco benedettino cassinese e cambiò il suo nome di battesimo, Paolo Maria Michele, in quello religioso di Ambrogio; ordinato prete il 19 novembre 1752, fu lettore di teologia, priore e procuratore generale della sua congregazione.
Fu nominato arcivescovo e conte di Chieti dal re di Napoli il 16 dicembre 1791, confermato da papa Pio VI e consacrato a Roma il 4 marzo 1792 dal cardinale Luigi Valenti Gonzaga.
Arricchì di marmi e arredi la cattedrale; restaurò e ampliò il palazzo vescovile. Morì dopo 3 anni di episcopato.

## Genealogia episcopale
La genealogia episcopale è:
- Cardinale Scipione Rebiba
- Cardinale Giulio Antonio Santori
- Cardinale Girolamo Bernerio, O.P.
- Arcivescovo Galeazzo Sanvitale
- Cardinale Ludovico Ludovisi
- Cardinale Luigi Caetani
- Cardinale Ulderico Carpegna
- Cardinale Paluzzo Paluzzi Altieri degli Albertoni
- Papa Benedetto XIII
- Papa Benedetto XIV
- Cardinale Luigi Valenti Gonzaga
- Arcivescovo Ambrogio Mirelli, O.S.B.